# Goran Šmelcerović
Goran Šmelcerović (* 31. Dezember 1982) ist ein serbischer Radrennfahrer.
Goran Šmelcerović wurde 2004 bei der nationalen Meisterschaft Dritter im Straßenrennen. Im nächsten Jahr gewann er eine Etappe bei der Tour of FYR of Macedonia. In der Saison 2006 war er bei dem Eintagesrennen Velika Nagrade Cubure erfolgreich und er gewann das Straßenrennen bei den Balkan-Meisterschaften in Novi Pazar. Bei den Balkan-Meisterschaften 2005 gewann er die Bronzemedaille im Straßenrennen. 2007 gewann Šmelcerović die fünfte Etappe der International Paths of Victory Tour. 2010 und 2012 wurde er jeweils Zweiter der serbischen Straßenmeisterschaften.

## Erfolge
2004
- Serbische Meisterschaften – Straßenrennen

2006
- Balkanmeisterschaften – Straßenrennen

2007
- eine Etappe International Paths of Victory Tour

2010
- Serbische Meisterschaften – Straßenrennen

2012
- Serbische Meisterschaften – Straßenrennen